# Chevrolet Cobalt
Chevrolet Cobalt ist eine Modellbezeichnung der Marke Chevrolet des Automobilkonzerns General Motors.

## GMX 001 (Nordamerika, 2004–2010)

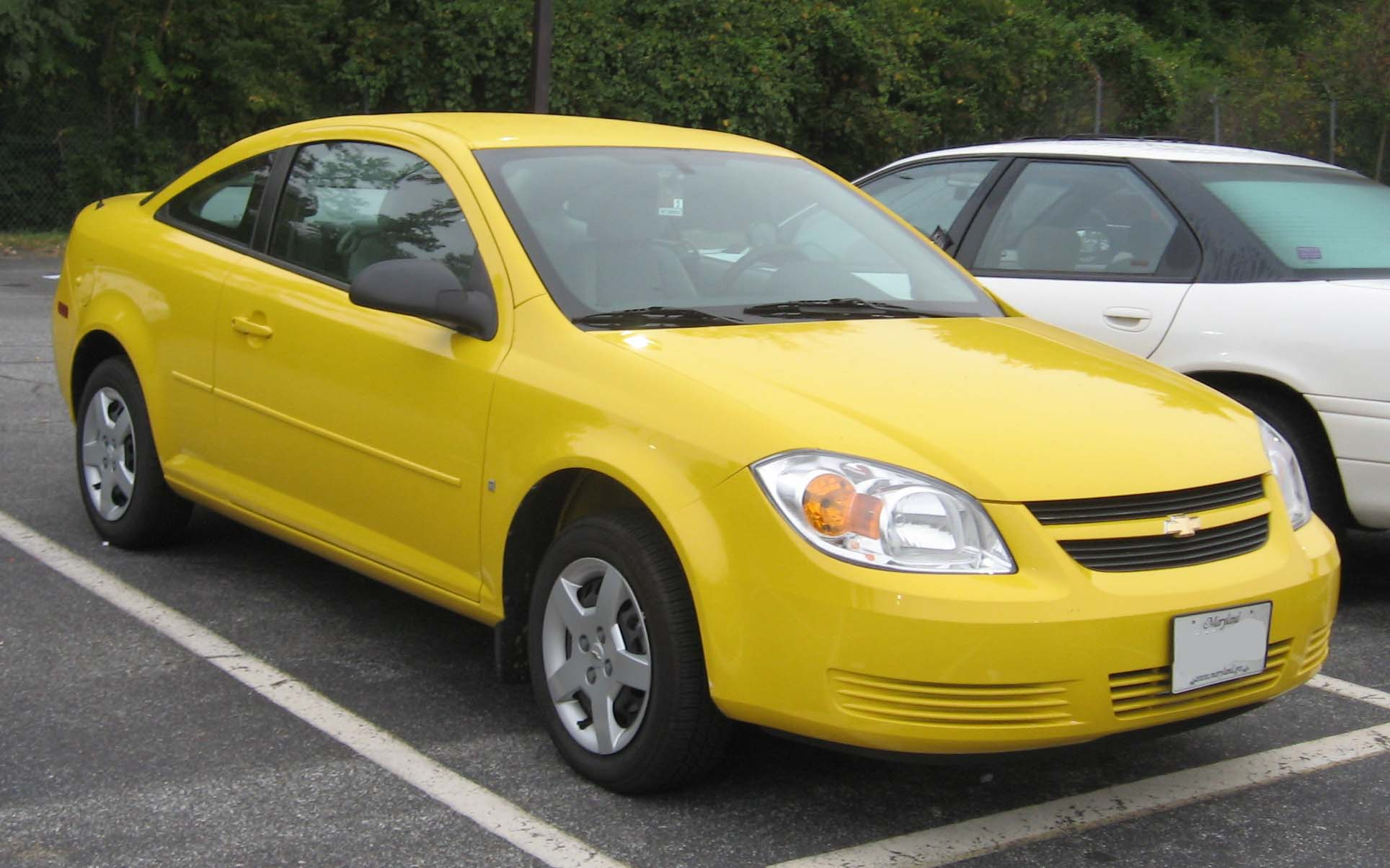
Chevrolet Cobalt (GMX 001)

Ursprünglich wurde der Name bei einem Wagen der unteren Mittelklasse, der 2004 zum Nachfolger des Chevrolet Cavalier wurde, eingeführt. Das Fahrzeug war als Limousine mit Stufenheck und als Coupé erhältlich. Der Chevrolet Cobalt war eines der General-Motors-Modelle, die vom Zündschloss-Debakel betroffen waren.

## Gamma II (Südamerika/Usbekistan, seit 2011)

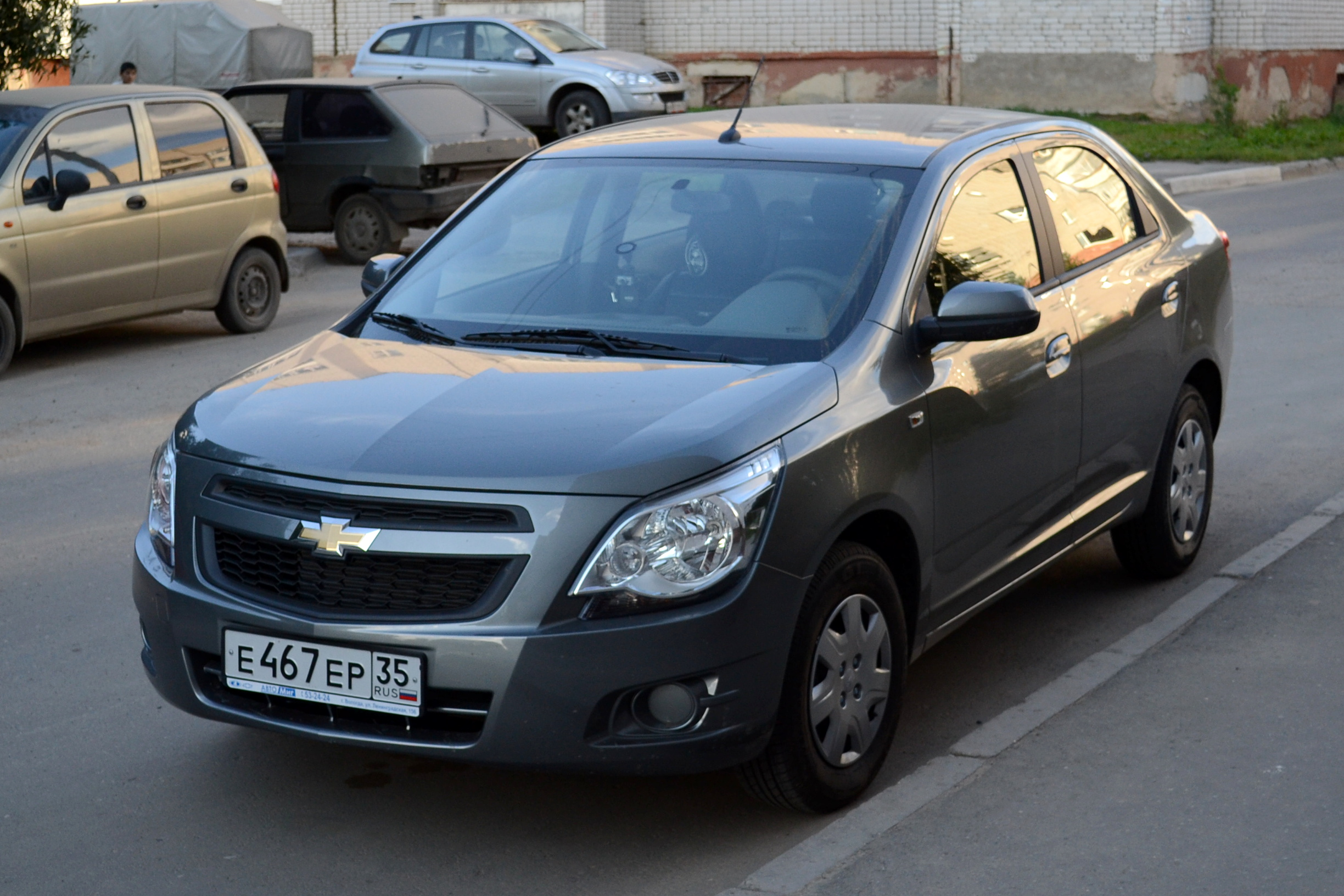
Chevrolet Cobalt (Gamma II)

Der Kleinwagen mit Stufenheck kam 2011 in Südamerika und 2012 in Usbekistan auf den Markt. Die einzigen Gemeinsamkeiten mit dem Fahrzeug in Nordamerika sind der Modellname und die Karosserieform. Gamma II bezeichnet die von General Motors verwendete Plattform.